# Friendsville (Tennessee)
Friendsville è un comune degli Stati Uniti d'America, situato nello Stato del Tennessee, nella Contea di Blount.